# 미니어처 카드

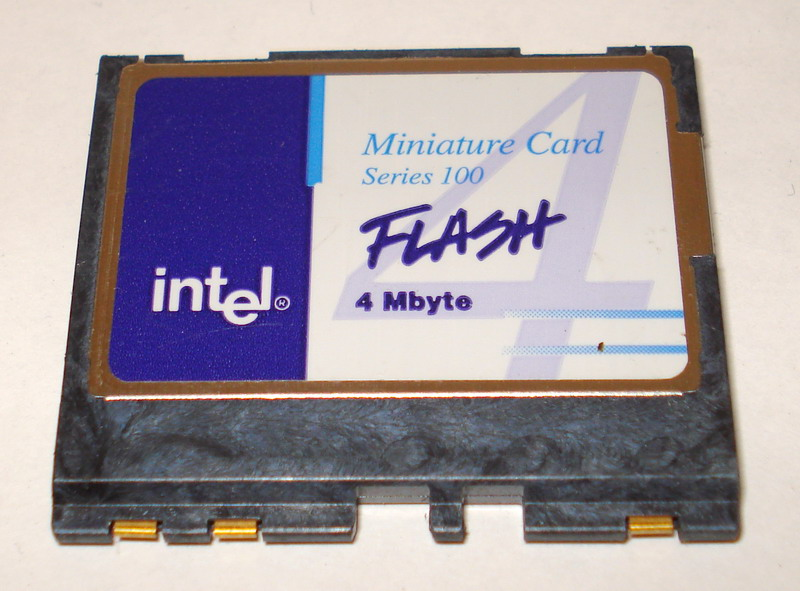

미니어처 카드(Miniature Card) 또는 미니카드(MiniCard)는 1995년 인텔이 처음 추진한 플래시 또는 SRAM 메모리 카드 표준이다. 이 카드는 AMD, 후지쯔, 샤프 일렉트로닉스가 지원했다. 현재는 더 이상 생산되지 않는다. 미니어처 카드 구현 포럼(MCIF)은 PDA, 팜톱, 디지털 오디오 레코더, 디지털 카메라, 초기 스마트폰과 같은 가전제품에 이 표준을 적용했다. 미니어처 카드는 두께가 37 x 45 x 3.5mm이며 기판 양면에 장치를 장착할 수 있다. 60핀 커넥터는 PCMCIA의 메모리 전용 하위 집합으로, 16비트 데이터와 24비트 주소 버스를 지원하며 3.3V 또는 5V 신호가 제공된다. 미니어처 카드는 I²C 식별 EEPROM의 속성 정보 구조(AIS)를 지원한다.
미니어처 카드 형식은 1990년대 중반에 출시된 스마트미디어 및 콤팩트플래시 카드, 그리고 그 이전의 더 큰 타입 I PC 카드와 경쟁했다. 결국, 콤팩트플래시와 스마트미디어 카드는 가전제품 시장에서 더 큰 성공을 거두었다.
올림푸스 디지털 음성 레코더 D1000과 HP Photosmart 디지털 카메라는 미니어처 카드를 사용한다. 필립스 벨로(Philips Velo) 500 PDA와 CISCO 800 및 1700도 미니어처 카드를 사용했다.